# Conus nunesi
Espèce
Conus nunesi est une espèce de mollusques gastéropodes marins de la famille des Conidae.
Comme toutes les espèces du genre Conus, ces escargots sont prédateurs et venimeux. Ils sont capables de « piquer » les humains et doivent donc être manipulés avec précaution, voire pas du tout.

## Distribution
Cette espèce marine est présente au large de l'Angola.

## Taxonomie

### Publication originale
L'espèce Conus nunesi a été décrite pour la première fois en 2018 par le malacologiste Christfried Schönherr (d) dans « Conchylia »,.

### Synonymes
- Conus (Lautoconus) nunesi Schönherr, 2018 · appellation alternative
- Varioconus nunesi (Schönherr, 2018) · non accepté